# بدن دروغ نمیگه
«بدن دروغ نمیگه» تک‌آهنگی از هنرمند اهل کلمبیا شکیرا، وایکلف ژان است.
این تک‌آهنگ در چارت‌های ایتالیا، والونیا، اسکاتلند، فرانسه، ایرلند، استرالیا، آلمان، فلاندرز، سوئیس، نیوزلند، در رتبه اول و در چارت‌های کانادا، نروژ، دانمارک، فنلاند، اتریش جزو ده ترانه اول قرار گرفت.
همچنین این ترانه کاندید بهترین همکاری در جوایز گرمی، بهترین ویدئو سال در جایزه موزیک ویدئوی ام‌تی‌وی شد. این ترانه بهترین طراحی رقص در جوایز ام‌تی‌وی را بدست آورد.